# 宮島洋 (実業家)
宮島 洋（みやじま ひろし、1950年5月4日 - ）は、日本の経営者。日新火災海上保険社長を務めた。北海道出身。

## 経歴
1974年に東北大学法学部を卒業し、同年に日新火災海上保険に入社。2000年6月に取締役に就任し、2003年4月に常務、同年6月に専務を経て、2005年4月には社長に就任。2012年6月に相談役に就任。